# Epinastină
Epinastina  este un antihistaminic H1 de generație 2, derivat de imidazolină, fiind utilizat în tratamentul reacțiilor alergice, mai exact în tratamentul local al conjunctivitei alergică. Este foarte selectiv pentru receptorii H1 și nu trece bariera hemato-encefalică.
Molecula a fost patentată în anul 1980 și a fost aprobată pentru uz medical în anul 1994.